# Wuda major
Wuda major är en stekelart som först beskrevs av Szepligeti 1916.  Wuda major ingår i släktet Wuda och familjen brokparasitsteklar. Inga underarter finns listade i Catalogue of Life.